# Herrania lemniscata
Herrania lemniscata là một loài thực vật có hoa trong họ Cẩm quỳ. Loài này được (M.R.Schomb.) R.E.Schult. mô tả khoa học đầu tiên năm 1943.